# Procureur de la République (France)
Pour les autres articles nationaux ou selon les autres juridictions, voir procureur.
En France, le procureur de la République ou la procureure de la République,, est le magistrat du ministère public chargé de l'action publique dans le ressort d'un tribunal judiciaire (TJ). Il est assisté par des substituts et des vice-procureurs, magistrats également, qui, avec le procureur, constituent le parquet d'un tribunal judiciaire.
Le ministère français de la Justice indique que « le parquet désigne le lieu où se tenaient les magistrats du ministère public : l'enceinte dans la grande chambre délimitée sur trois côtés par les sièges des juges et sur le quatrième par la barre, ce cœur de la salle, un espace clos et sacré, petit parc ou parquet. Il était traversé par les gens du Roi pour gagner leur place et s'y avançaient les gens d'armes pour faire le récit de leurs investigations, pour en dresser au parquet le procès-verbal. »

## Histoire
C'est vers le XIVe siècle que la fonction de procureur se dégage au sein de la profession d'avocat, à la demande des parlements. Son appellation et son rôle sont inspirés de la procédure développée au sein des juridictions de l'Inquisition.
Ainsi que le rappelle Jean-Louis Nadal, procureur général près la Cour de cassation, dans son discours d'ouverture du colloque du 19 janvier 2006, « d'un point de vue historique, la spécificité du ministère public, à la fois organe de poursuite et gardien des libertés individuelles, remonte à ma connaissance à la grande ordonnance de Philippe le Bel du 23 mars 1303 énonçant la formule du serment des gens du roi et montrant que l'accusateur doit également avoir en charge la recherche de la vérité et la bonne application de la loi ».

## Statut

### Appartenance à la magistrature
Les procureurs de la République et leurs substituts, de même que les procureurs généraux, leurs substituts respectifs, les avocats généraux, les juges et les auditeurs de justice, appartiennent au corps de la magistrature. Ils sont donc soumis aux dispositions de l'ordonnance du 22 décembre 1958 portant loi organique relative au statut de la magistrature.

### Principe hiérarchique
Le procureur se distingue des juges en ce qu'il fait partie, avec ses substituts, de la « magistrature debout », ainsi nommée car ses membres se lèvent en audience pour présenter leurs réquisitions, par opposition à la magistrature assise ou magistrature du siège dont les membres, les juges, restent assis tout au long du déroulement des audiences.
Plusieurs éléments les distinguent des magistrats du siège dans leurs statuts :
L'article 5 de l'ordonnance précitée dispose en effet : 

« Les magistrats du parquet sont placés sous la direction et le contrôle de leurs chefs hiérarchiques et sous l'autorité du garde des sceaux, ministre de la justice.
À l'audience, leur parole est libre. »

Ainsi, le parquet est hiérarchisé, ce qui signifie que le procureur de la République a autorité sur ses substituts et qu'il est lui-même soumis aux instructions et directives du procureur général près de la cour d'appel du ressort. L'ensemble des membres du parquet sont soumis in fine à l'autorité du garde des Sceaux, ministre de la Justice et de ce fait, au pouvoir exécutif.
Alors que les magistrats du siège sont nommés sur avis conforme du conseil supérieur de la magistrature en application de l'article 28 de l'ordonnance précitée, les magistrats du parquet sont nommés sur avis simple, ne liant pas le garde des Sceaux.
Comme les magistrats du siège, les procureurs de la République sont nommés par décret du président de la République. Les procureurs généraux sont, eux, nommés par décret en conseil des ministres.
Conséquence de la hiérarchisation du parquet, les procureurs et leurs substituts ne bénéficient pas de la garantie d'inamovibilité des magistrats du siège. L'ordonnance de 1958 leur accorde cependant la liberté de parole aux audiences pour présenter telles réquisitions qu'ils jugeront convenables, y compris la relaxe ou l'acquittement.
D'un point de vue statutaire, le procureur de la République est un magistrat du "premier grade" de la magistrature (ou "hors hiérarchie" pour les tribunaux de taille importante). Cela signifie qu'il n'est possible d'être nommé procureur de la République qu'après avoir été inscrit au tableau d'avancement du 1er grade (7 ans de carrière au plus tôt). En pratique, le magistrat aura exercé au préalable au minimum une fonction du 1er grade avant d'être nommé procureur (par exemple vice-procureur ou vice-président).

### Tenue
Comme les magistrats du siège, les procureurs de la République portent une tenue définie par le tableau 1 placé en annexe du Code de l'organisation judiciaire. Elle est composée, pour la Cour de cassation et les cours d'appel, d'une robe noire en audience ordinaire et rouge en audience solennelle, et pour les autres juridictions, d'une robe noire. Les substituts, quant à eux, ne portent généralement que la robe de couleur noire.
Attention, cependant : ce n'est qu'un descriptif fortement simplifié. Pour avoir la description précise des tenues des magistrats et des circonstances dans lesquelles elles sont portées, n'hésitez pas à vous rendre sur le tableau annexé au Code de l'organisation judiciaire en suivant le lien indiqué dans la source.

### Arrêt de la Cour européenne des droits de l'homme
Le 10 juillet 2008 la Cour européenne des droits de l'homme, dans son arrêt Medvedyev 1 a estimé que le procureur ne pouvait être considéré comme une autorité judiciaire au sens de l'article 5§3 de la convention : « le procureur de la République n'est pas une « autorité judiciaire » au sens que la jurisprudence de la Cour donne à cette notion : comme le soulignent les requérants, il lui manque en particulier l'indépendance à l'égard du pouvoir exécutif pour pouvoir être ainsi qualifié ».

### Attributions du procureur de la République

#### En matière pénale
En France, le procureur de la République assure une double mission : mission « politique », d'une part, et mission régalienne, d'autre part.
Ses attributions sont entre autres définies dans le code de procédure pénale, au livre I, titre I, chapitre II « Du ministère public ».

##### Mission «politique»
En tant que membre de la hiérarchie judiciaire, le procureur de la République doit mettre en œuvre la politique pénale du Gouvernement en application, notamment, des dispositions de l'article 30 du code de procédure pénale : « Le ministre de la justice conduit la politique d'action publique déterminée par le Gouvernement. Il veille à la cohérence de son application sur le territoire de la République. À cette fin, il adresse aux magistrats du ministère public des instructions générales d'action publique. »
Ainsi, selon les priorités du gouvernement en matière, par exemple, de sécurité routière, de prévention des violences aux personnes, de lutte contre le terrorisme, etc. le procureur sera amené à réorienter l'action de son parquet dont il rend compte au procureur général.
Depuis quelques années, les différents gouvernements ont mis en œuvre des politiques dites « de la ville » dans lesquelles sont associés, parfois étroitement, les parquets, à travers la participation des procureurs à diverses instances locales, à des actions de sensibilisation et d'éducation en milieu scolaire, etc.

##### Mission régalienne
Les attributions du procureur de la République sont fixées par les articles 1 et 31 du code de procédure pénale : 
- « L'action publique pour l'application des peines est mise en mouvement et exercée par les magistrats ou par les fonctionnaires auxquels elle est confiée par la loi. »
- « Le ministère public exerce l'action publique et requiert l'application de la loi. »

La mission du procureur de la République consiste alors à rechercher et faire rechercher l'existence d'infractions (contraventions, délits et crimes) et de décider des suites à y donner en application des dispositions de l'art. 40-1 :
« Lorsqu'il estime que les faits qui ont été portés à sa connaissance en application des dispositions de l'article 40constituent une infraction commise par une personne dont l'identité et le domicile sont connus et pour laquelle aucune disposition légale ne fait obstacle à la mise en mouvement de l'action publique, le procureur de la République territorialement compétent décide s'il est opportun : »

« 1° Soit d'engager des poursuites ; »

« 2° Soit de mettre en œuvre une procédure alternative aux poursuites en application des dispositions des articles 41-1 ou 41-2 ; »

« 3° Soit de classer sans suite la procédure dès lors que les circonstances particulières liées à la commission des faits le justifient. »

Il convient de constater que, dans le système judiciaire français, en vertu du principe d'opportunité des poursuites, le procureur de la République est seul juge des suites à donner à une infraction, sous les réserves du pouvoir propre du procureur général de la cour d'appel du ressort.

###### Engagement des poursuites
Dans ce cadre, le procureur de la République, lui-même détenteur des prérogatives d'officier de police judiciaire, dirige l'activité des agents et officiers de police judiciaire de son ressort.
À ce titre :
- il est obligatoirement informé des crimes et délits flagrants, dirige les investigations rendues nécessaires, contrôle les mesures de garde à vue dont il autorise la prolongation (art. 53 à 74-2 C. pr. pén)[16]

- il ordonne et dirige les enquêtes préliminaires pour les affaires non flagrantes (art. 75 à 78 C. pr. pén)[17]

- il décide d'ouvrir une information judiciaire par la saisine d'un juge d'instruction, obligatoirement en matière criminelle, facultativement en matière délictuelle sauf dispositions de la loi ou même en matière contraventionnelle. (art. 79 et 80 C. pr. pén.)[18]

Lorsque les investigations menées ont permis de renvoyer l'auteur présumé d'une infraction devant la juridiction de jugement (tribunal de police, tribunal correctionnel, cour d'assises), le procureur de la République représente en personne ou par ses substituts le ministère public aux fins de présenter les réquisitions appropriées. Il convient de rappeler qu'aux termes de l'article L122-4 du Code de l'organisation judiciaire : « Tout magistrat d'un parquet ou d'un parquet général peut exercer les fonctions du ministère public au sein de ce parquet. » Il s'agit là du principe d'indivisibilité du parquet, signifiant que chaque acte de procédure peut être effectué par quelconque des magistrats de ce parquet. Ce principe est d'application générale et ne saurait donc être limité à certaines matières.

###### Alternative aux poursuites
Au regard de la nature de l'infraction poursuivie et du dommage en résultant, le procureur de la République peut décider de mesures alternatives aux poursuites :
- Au titre de l'article 41-1 [19]du code de procédure pénale :

« S'il lui apparaît qu'une telle mesure est susceptible d'assurer la réparation du dommage causé à la victime, de mettre fin au trouble résultant de l'infraction ou de contribuer au reclassement de l'auteur des faits, le procureur de la République peut, préalablement à sa décision sur l'action publique, directement ou par l'intermédiaire d'un officier de police judiciaire, d'un délégué ou d'un médiateur du procureur de la République :

1º Procéder au rappel auprès de l'auteur des faits des obligations résultant de la loi ;

2º Orienter l'auteur des faits vers une structure sanitaire, sociale ou professionnelle (...)

3º Demander à l'auteur des faits de régulariser sa situation au regard de la loi ou des règlements ;

4º Demander à l'auteur des faits de réparer le dommage résultant de ceux-ci ;

5º Faire procéder, avec l'accord des parties, à une mission de médiation entre l'auteur des faits et la victime ;

6º En cas d'infraction commise soit contre son conjoint, son concubin ou son partenaire lié par un pacte civil de solidarité, soit contre ses enfants ou ceux de son conjoint, concubin ou partenaire, demander à l'auteur des faits de résider hors du domicile ou de la résidence du couple et, le cas échéant, de s'abstenir de paraître dans ce domicile ou cette résidence ou aux abords immédiats de celui-ci, ainsi que, si nécessaire, de faire l'objet d'une prise en charge sanitaire, sociale ou psychologique ; (...)

La procédure prévue au présent article suspend la prescription de l'action publique. (...)
En cas de non-exécution de la mesure en raison du comportement de l'auteur des faits, le procureur de la République, sauf élément nouveau, met en œuvre une composition pénale ou engage des poursuites. »

- Au titre de l'article 41-2 du code de procédure pénale[20]. Il s'agit là de la mesure dite de « composition pénale » qui permet au procureur de la République, tant pour les contraventions que pour certains délits, de proposer à l'auteur des faits d'exécuter une ou plusieurs obligations. Dans le cadre de cette procédure, le mis en cause peut être assisté d'un avocat. La composition pénale acceptée par l'auteur des faits est ensuite soumise à la validation du président du tribunal judiciaire.
Contrairement à la mesure alternative de l'art. 41-1 C. pr. pén qui suspend la prescription de l'action publique, l'exécution complète de la mesure de composition pénale, d'ailleurs inscrite au bulletin no 1 du casier judiciaire, éteint l'action publique au même titre qu'une peine exécutée.
- Au titre de l'article 44-1 [21]du code de procédure pénale. Introduite par la loi no 2007-297 du 5 mars 2007[22], cette disposition confère au maire le pouvoir de transiger avec les auteurs de contraventions constatées par les agents de police municipales au titre de l'article L 2212-5[23] du code général des collectivités territoriales. La transaction acceptée est ensuite soumise à l'homologation du procureur de la République (sauf en cas d'exécution du travail d'intérêt général où l'homologation par le juge est requise).

###### Classement sans suite
Le procureur de la République n'a donc pas l’obligation d'accomplir un acte de poursuite face à une infraction et peut en effet décider d'un classement sans suite de la procédure pour des motifs tels que :
- l'absence d'infraction pénale
- l'insuffisance de preuves
- l'impossibilité d'identifier le ou les auteurs présumés de l'infraction
- l'amnistie ou la prescription des faits (art 6 à 10 C. pr. pén)[24]

Le procureur est tenu par l'Article 40-2 du code de la procédure pénale d'aviser de sa décision de classement sans suite les plaignants en indiquant les raisons juridiques ou d'opportunité qui la justifient.  

#### En matière civile
C'est la fonction la moins connue du grand public mais elle reste cependant extrêmement importante.
L'ensemble des attributions administratives et civiles d'un parquet sont assurées par le service civil au sein du tribunal judiciaire, siège du parquet, et comprennent la gestion des dossiers relatifs :
- aux conciliateurs de justice (décret no 78-381 du 20 mars 1978)[26] ;
- aux experts judiciaires (décret no 2004-1463 du 23 décembre 2004)[27] ;
- aux gérants de tutelle ;
- à la surveillance des services d'état civil (art.53 C.civ.)[28] ;
- aux sanctions disciplinaires concernant les pharmaciens, médecins-biologistes, dentistes. (art.L4124-2 CSP)[29] ;
- aux déclinatoires de compétence (décret du 27 février 2015)[30] ;
- à l'entraide judiciaire internationale en matière civile et commerciale ;
- aux aspects civils du déplacement international illicite d'enfant ;
- aux mariages posthumes (art. 171 C.civ.)[31] ;
- à la nullité des mariages (art. 180 s. C.civ.)[32] ;
- aux dossiers de nationalité (titre 1er bis C.civ.)[33] ;
- aux visites et contrôle des établissements psychiatriques et aux contentieux des demandes de mainlevée de placement d'office (art. L3211-6 s. CSP)[34] ;
- aux adoptions (art. 343 s. C.civ.)[35] ;
- à l'exequatur des jugements (art.509 s. C.pr.civ.)[36] ;
- aux incapables majeurs (Art 490 s. C.civ.)[37].

Par ailleurs, le service civil assure les relations avec les conseils des prud'hommes.
Enfin, en application des articles 421 à 429 du code de procédure civile, le parquet peut - et doit dans certains cas déterminés par la loi - intervenir en tant que partie principale ou partie jointe dans des instances civiles par voie de conclusions écrites gérées également par le service civil.
Les articles 423 et 424 C. proc.civ disposent en effet que le ministère public peut agir en tant que partie principale « pour la défense de l'ordre public à l'occasion des faits qui portent atteinte à celui-ci. » et en qualité de partie jointe « lorsqu'il intervient pour faire connaître son avis sur l'application de la loi dans une affaire dont il a communication. »

#### En matière constitutionnelle
Le rôle du procureur de la République dans le traitement de la question prioritaire de constitutionnalité est limité à un simple avis. Il doit être informé de chaque question posée, et peut donner un avis exprimé sous la forme de réquisitions orales ou d'un écrit. Si cet avis est donné par un écrit distinct et motivé, il sera adressé à la Cour de cassation en cas de transmission de la question. Entre le 1er septembre 2010 et le 1er septembre 2011, le procureur a donné un avis favorable dans 55 % des affaires ayant donné lieu à transmission de la QPC à la Cour de cassation .

#### Dans les médias
Par dérogation au principe de secret de l’instruction, le procureur de la République peut, « d'office et à la demande de la juridiction d'instruction ou des parties, rendre publics des éléments objectifs tirés de la procédure ne comportant aucune appréciation sur le bien-fondé des charges retenues contre les personnes mises en cause », « afin d'éviter la propagation d'informations parcellaires ou inexactes ou pour mettre fin à un trouble à l'ordre public ».
Cette disposition a été introduite par la loi du 15 juin 2000 renforçant la protection de la présomption d'innocence et les droits des victimes. Auparavant, les journalistes se tournaient vers les juges d'instruction. Désormais la communication face aux médias fait l’objet de module dans la formation continue des procureurs.

### Attributions particulières du procureur général
Le procureur général dispose, en propre, des prérogatives suivantes : 
- 1. droit d'interjeter appel au-delà du délai d'appel ouvert au procureur de la République.

Alors que le procureur de la République dispose d'un délai de dix jours à compter du prononcé du jugement du tribunal de police (dans les cas où l'appel est ouvert) ou du tribunal correctionnel pour interjeter appel, le procureur général dispose quant à lui d'un délai de 20 jours en application des articles 548 et 505 du code de procédure pénale. Ce droit lui est propre, c'est-à-dire qu'il peut l'exercer même si le procureur de la République avait renoncé à interjeter appel.
- 2. possibilité d'être saisi par un justiciable par la voie d'un recours hiérarchique en cas de classement sans suite d'une plainte par le procureur de la République.

Ce droit est ouvert au justiciable par l'article 40-3  du code de procédure pénale.
- 3. droit de mise en mouvement de l'action publique.

Alors que la mise en mouvement de l'action publique est normalement dévolue au procureur de la République, le procureur général, supérieur hiérarchique du premier, peut, en application de l'article 36 du code de procédure pénale, « enjoindre aux procureurs de la République, par instructions écrites et versées au dossier de la procédure, d'engager ou de faire engager des poursuites ou de saisir la juridiction compétente de telles réquisitions écrites que le procureur général juge opportunes. »
Toutes ces dispositions montrent, s'il en est, le caractère hiérarchisé du parquet, encore renforcé par la possibilité offerte au procureur général de requérir directement la force publique dont les membres, agents et officiers de police judiciaire, sont placés sous sa surveillance (articles 35 et 36 du code de procédure pénale).